# Laetitia Casta
Pour les articles homonymes, voir Casta.
Laetitia Casta, née le 11 mai 1978 à Pont-Audemer (Eure), est une actrice, mannequin et réalisatrice française.
Elle devient mannequin dès l'âge de 15 ans et, rapidement, est remarquée par photographes et stylistes. Jean-Paul Gaultier est le premier à la faire défiler. Elle entame une carrière d'actrice au cinéma en 1999, avec le film Astérix et Obélix contre César, puis au théâtre en 2004 avec le rôle-titre d’Ondine. Elle est, en 2000, le modèle de l'un des bustes de Marianne. Puis en 2016 elle réalise En moi, son premier court métrage qu'elle présente à la Semaine de la critique du Festival de Cannes.

## Biographie

### Enfance (années 1980)
Laetitia Casta naît le 11 mai 1978 à Pont-Audemer dans l'Eure, en Normandie, où elle passe son enfance. Son père, Dominique Casta, est corse et sa mère, Line Blin, est normande. Elle a un frère aîné qui se prénomme Jean-Baptiste et une sœur cadette, Marie-Ange. Elle a été scolarisée à Noisy-le-Grand (93). Elle est ceinture marron de judo.
En août 1993, elle découvre, qu'elle est inscrite à l'élection de Miss Lumio en Haute-Corse ; concours qu'elle remporte sur la place du village, où elle passe ses vacances. Ceci marque le début de sa carrière de mannequin.

### Carrière

#### Révélation dans le mannequinat (années 1990)
Sur la plage de la Marine de Sant'Ambrogio, le photographe Frédéric Cresseaux la remarque. À Paris, Laetitia Casta attire l’attention de plusieurs photographes, notamment Paolo Roversi. Satoshi Saïkusa fait ses premières photographies et Horst Diekgerdes la photographie pour son portfolio bleu. Vincent Peter, directeur de l'agence de mannequin Madison, la recrute. Il la présente à Odile Sarron, directrice de casting du magazine Elle, qui l'aide à s'insérer dans le milieu de la mode. Jean-Paul Gaultier est le premier à la faire défiler ; elle devient sa muse.
Elle ne devient pas à la première rencontre la muse d'Yves Saint Laurent,,. C’est à vingt ans qu'elle noue autour de son cou le collier caractéristique en forme de cœur que les mariées des défilés Saint Laurent ont porté avant elle. Pendant la Coupe du monde de football de 1998, elle défile au Stade de France parmi trois cents mannequins pour célébrer la maison de haute couture Saint Laurent. Avec Catherine Deneuve, elle lui chante Ma plus belle histoire d'amour, c'est vous de Barbara lors du Défilé-Rétrospective des quarante ans de création du couturier.
Elle fait l'objet d'une importante couverture médiatique dès 1998, notamment en faisant la couverture de plusieurs grands magazines comme Rolling Stone en août qui la nomme mannequin de l'année. Elle est ambassadrice de L'Oréal Paris jusqu'en 2016. Elle défile de 1998 à 2000 pour la marque américaine de lingerie, Victoria's Secret.
Elle poursuit sa collaboration avec le photographe Herb Ritts en 1999, pour le calendrier Pirelli, et dans le clip de Baby Did a Bad, Bad Thing (en) de Chris Isaak.
Deux années auparavant, elle avait posé pour la première fois nue pour le sculpteur et paysagiste Jean-Marc de Pas, pour la femme qui marche et la femme endormie, aujourd'hui dans les jardins de Bois-Guilbert. Le sculpteur crée son logo. Avec ses trois bustes de Marianne, il termine second au concours national de sculpture de la Marianne de l'an 2000 remporté par Marie-Paule Deville-Chabrolle à Prégilbert.

#### Apogée médiatique (1999-2000)

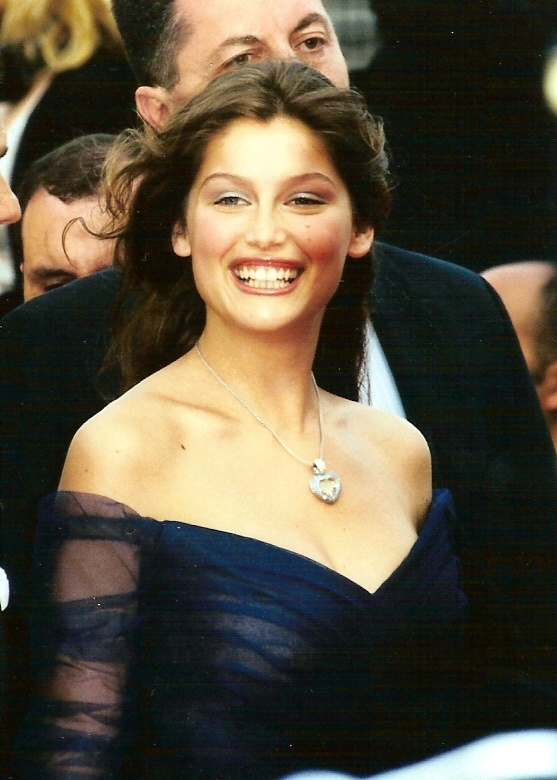
Laetitia Casta au Festival de Cannes 1999.

En 1999, Laetitia Casta est sollicitée pour la première fois par le cinéma français : ce sera pour prêter ses traits au personnage de bande dessinée Falbala dans la grosse production Astérix et Obélix contre César de Claude Zidi.
En 2000, à la suite d'un concours organisé par l'Association des maires de France (AMF), association présidée par le maire RPR Jean-Paul Delevoye, elle est élue pour être le modèle du buste de la « Marianne de l'an 2000 ». Cette élection fait l'objet de controverses comme toutes les Mariannes depuis 1969 du fait de rumeurs sur sa décision de partir habiter à Londres. L'élection de Laetitia Casta se déroule auprès de l'AMF qui propose à ses 34 000 adhérents de participer. Elle est élue à 36 % des voix sur les 16 000 maires ayant participé, ses concurrentes étant Estelle Hallyday, Nathalie Simon, Patricia Kaas et Daniela Lumbroso, et reçoit son trophée au Sénat. Cette consultation des maires répand la théorie selon laquelle le choix de la Marianne est une décision institutionnelle. 
Six mois après cette nomination, une polémique naît à propos de l'installation supposée de Laetitia Casta à Londres, à la suite d'une dépêche du Sunday Times. Jean-Pierre Chevènement, alors ministre de l'Intérieur, dont la déclaration nominative[pas clair] a donné un retentissement international à la controverse à ce sujet, nuance, selon L'Expansion, ses précédents propos du Grand Jury, qualifiant définitivement cette affaire « d'exemplaire de la manipulation médiatique ».
Laetitia Casta se concentre sur sa carrière d'actrice et tente de s'imposer dans un registre dramatique. La télévision lui permet de faire d'abord ses preuves : en 2000, elle joue le premier rôle du téléfilm La Bicyclette bleue de Thierry Binisti qui adapte pour la télévision les trois premiers tomes du roman de Régine Deforges. Le téléfilm est diffusé en octobre 2000 et le jeu de Laetitia Casta y est très apprécié par la critique, malgré quelques passages jugés surjoués. La comédienne a alors déjà entamé le tournage de son deuxième film de cinéma.

#### Carrière dramatique au cinéma (2001-2003)
En 2001, Laetitia Casta interprète son premier rôle de tête d'affiche, celui de Thérèse, dans le film dramatique Les Âmes fortes de Raoul Ruiz d’après le roman éponyme de Jean Giono. Le film est projeté hors compétition en clôture du Festival de Cannes. Cette jolie paysanne n'a rien d'une âme tiède. Elle est ambitieuse, calculatrice et apprend vite à manipuler les hommes et sa généreuse bienfaitrice Madame Numance (Arielle Dombasle) qui voit en elle comme sa propre fille dans un jeu dangereux de fascination réciproque,,,.
Dans Rue des plaisirs de Patrice Leconte, sorti en 2002, Laetitia Casta tient le rôle principal qui est celui d'une pensionnaire de la maison close « Le Palais Oriental », malgré l'opposition initiale du scénariste Serge Frydman à ce qu'elle joue dans le film. Sa prestation est un succès d'après le réalisateur, malgré l'échec commercial du film, totalisant très peu d'entrées (250 000 au total selon Leconte).
Elle se rattrape lors du film Errance de Damien Odoul, sorti en 2003, où elle interprète le rôle de Lou, épouse de Jacques (Benoît Magimel). Pour le tournage, elle a dû se mettre à fumer et se teindre les cheveux en blond,.
Alors que sa carrière débute au cinéma, elle poursuit aussi son activité de mannequin, modèle de photographie et égérie de publicités pour des marques de parfum ou de bijoux. De 2001 à 2003, Marino Parisotto Vay la photographie pour Swarovski. Jean-Paul Goude élabore une campagne de publicité pour les Galeries Lafayette avec elle.

#### Débuts sur scène et cinéma international (2004-2010)

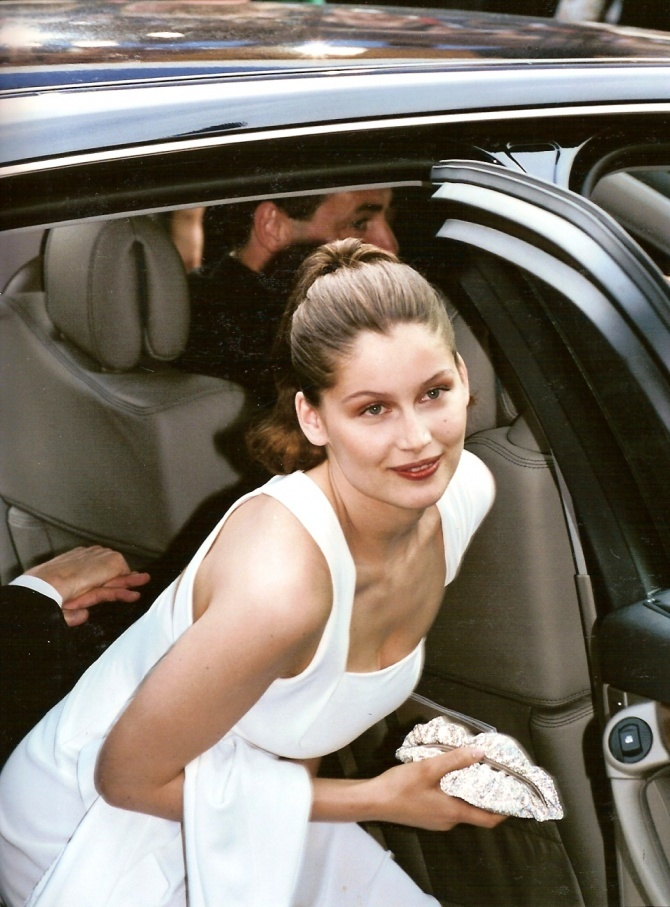
Laetitia Casta au Festival de Cannes 2005.

En septembre 2004, Laetitia Casta est Ondine dans la pièce éponyme de Jean Giraudoux, mise en scène par Jacques Weber au théâtre Antoine,. Elle fait à cette occasion sa première couverture de Vogue Paris. Les critiques saluent sa prestation,. Elle part en tournée l'année suivante, avec comme point d'orgue le théâtre des Célestins à Lyon.
Elle revient au cinéma pour trois projets successifs, très différents : en 2006 avec la comédie pour Le Grand Appartement, de Pascal Thomas, qui lui permet d'évoluer sans maquillage et de façon très naturaliste. Puis en 2007, elle défend le drame historique La Jeune Fille et les Loups, dont elle partage l'affiche avec son futur compagnon, l'acteur italien Stefano Accorsi. Enfin, en 2008, un autre drame historique Nés en 68, qui propose une rétrospective de la conscience politique des manifestations de mai 68 aux années 2000 à travers la vie de plusieurs personnages, est fraîchement accueilli, et le jeu de Casta peu apprécié dans les colonnes du Times. En 2007, une campagne de pub pour la Renault Twingo II la met en scène dans plusieurs petits épisodes où elle mène une enquête pour savoir qui lui a emprunté sa Twingo,.
En septembre 2008, Florian Zeller met en scène au théâtre de la Madeleine sa pièce Elle t'attend où elle tient le rôle d'Anna,,.
Elle s'aventure vers un cinéma plus international par la suite : en 2009, pour le drame franco-taiwanais Visage, elle donne la réplique à Fanny Ardant devant la caméra de Tsai Ming-liang ; puis en 2010, elle prête ses traits à Brigitte Bardot pour le biopic Gainsbourg, vie héroïque consacré à Serge Gainsbourg, ce qui lui vaut une nomination aux Césars 2011 dans la catégorie meilleure actrice dans un second rôle ; la même année, elle joue pour la première fois en anglais, pour les besoins du drame bulgare The Island de Kamen Kalev, qui est sélectionné à la Quinzaine des Réalisateurs à Cannes 2011,.
Côté mannequinat, en 2009 à Miami, Mert Alas et Marcus Piggott la photographient pour une campagne de publicité de Bulgari. Et en 2010, elle fait un retour remarqué sur les podiums, Marc Jacobs l'invite à ouvrir le défilé Louis Vuitton automne-hiver 2010 dans la Cour Carrée du Louvre,.
Elle tourne les 29 et 30 avril 2010 sous la direction d'Anthony Mandler dans le clip de la chanteuse Rihanna, Te Amo. Les années 2010 la ramènent vers l'hexagone, dans un cinéma plus commercial.

#### Confirmation (années 2010)

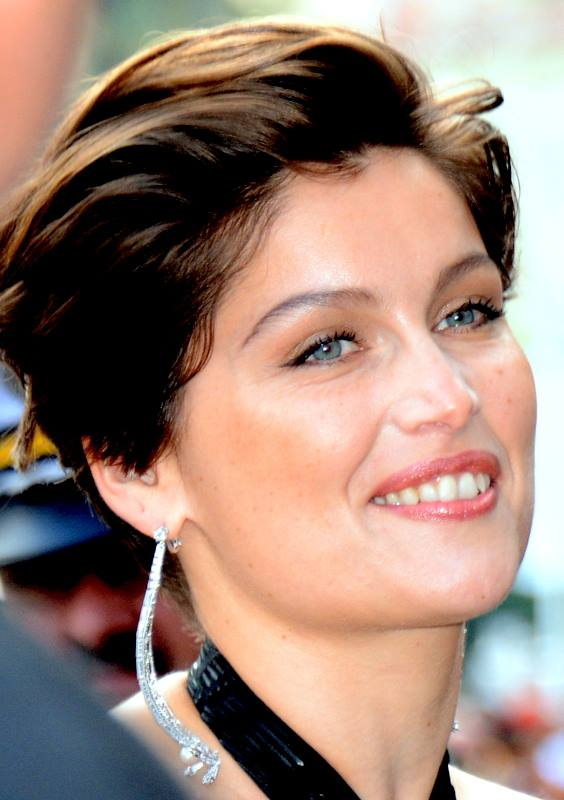
Laetitia Casta au Festival de Cannes 2015.

Dès 2011, Laetitia Casta défend la grosse production La Nouvelle Guerre des boutons, troisième long-métrage de Christophe Barratier où elle interprète Simone, la mercière. La même année, avec le rôle de la romancière Suzanne, elle est la tête d'affiche du premier film français en 3D : Derrière les murs, un thriller fantastique d'horreur co-réalisé par Julien Lacombe et Pascal Sid, qui est un succès surtout en Chine (540 000 entrées) et Russie (110 524 entrées) grâce à un titre plus explicite (« Cauchemar » est le début du titre russe), un poster plus gore et une meilleure distribution du film en salle qu'en France (18 565 entrées).
Elle clôt le défilé Roberto Cavalli printemps-été 2011 à Milan. Au printemps 2012, Dominique Issermann organise une exposition de photographies nues de Laetitia Casta à la Maison européenne de la photographie qui a été prolongée. Les photos ont été réalisées à Vals,. Outre ces expositions elle est le modèle d'une campagne de Dolce&Gabbana pour le parfum Pour Femme. Elle est invitée au premier défilé Couture de Dolce&Gabbana à Taormine.
Du 29 août au 9 septembre 2012, elle est membre du jury de la Mostra de Venise 2012, présidée par Michael Mann. Le 3 octobre 2012, elle joue avec Yvan Attal et François Cluzet dans la comédie de mœurs Do Not Disturb du même Yvan Attal. Le 12 décembre 2012 dans son premier film américain Arbitrage de Nicholas Jarecki (en), elle tient le rôle de la directrice d'une galerie d'art moderne qui tombe amoureuse d'un puissant homme d'affaires (Richard Gere). Elle présente le film au Festival du film de Sundance à Park City.
Le 9 janvier 2013, le premier long-métrage d'Hélène Fillières, Une histoire d'amour, lui offre le rôle d'une femme délaissée par son conjoint (Richard Bohringer). Elle tombe amoureuse d'un banquier (Benoît Poelvoorde). Le film est adapté du livre Sévère de Régis Jauffret lui-même inspiré d'un fait divers, le meurtre du banquier Edouard Stern par sa maîtresse. Ce retour à un cinéma adulte s'avère être une expérience difficile de tournage. Le 15 juillet 2013, pendant la semaine de la Couture à Paris, Gérard Darel annonce l'avoir choisie comme égérie. Laetitia Casta lance les illuminations de Noël à Paris sur les Champs Élysées, le 21 novembre 2013.
En 2014, elle fait partie des distributions de deux comédies françaises : d'abord la sociale Des lendemains qui chantent, de Nicolas Castro, puis la romantique Sous les jupes des filles, première réalisation de l'actrice Audrey Dana qui réunit un casting quatre étoiles.
Elle accepte aussi de revenir à la télévision pour prêter ses traits à une jeune Arletty dans le biopic Arletty, une passion coupable, qui est diffusé en mars 2015 sur France 2. En 2015, Laetitia Casta devient la directrice artistique de Cointreau international. Elle est, entre autres, chargée d'un projet visant à mettre en avant, à travers l'exemple de Louisa Cointreau, l'esprit de créativité des femmes.

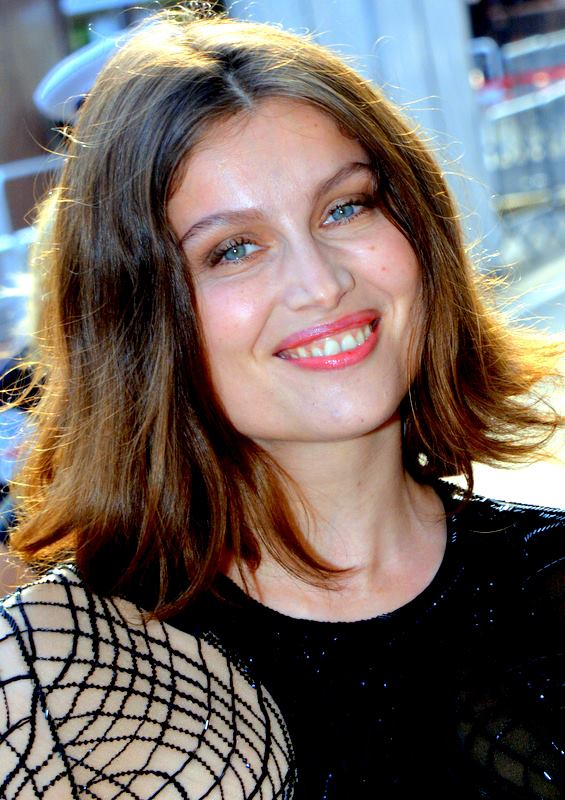
Laetitia Casta au Festival de Cannes 2016.

En 2016, elle réalise son premier court-métrage En moi avec Yvan Attal, Lara Stone et Arthur Igual, Mathilde Bisson, le danseur étoile Jérémie Bélingard, le danseur de butō et acteur japonais Akaji Maro à l'Opéra Garnier dans une photographie cinématographique de Benoît Delhomme. Le film est sélectionné pour la clôture de la Semaine de la critique au festival de Cannes. Du 21 au 29 octobre 2016, elle préside le jury du 38e Festival du cinéma méditerranéen de Montpellier, succédant ainsi à Roschdy Zem.
En 2017 et en tournée en 2018, elle interprète Marianne dans Scènes de la vie conjugale d'Ingmar Bergman au théâtre de l'Oeuvre. Raphaël Personnaz lui donne la réplique dans cette mise en scène de Safy Nebbou. En 2018, elle est ambassadrice du joaillier Boucheron. En 2018, elle joue Philomène, la seconde épouse de Ferdinand Cheval qui crée pierre par pierre son palais idéal dans L'Incroyable Histoire du facteur Cheval de Nils Tavernier avec Jacques Gamblin.
En 2023, elle joue Sophie dans le film de Brigitte Sy intitulé Le Bonheur est pour demain, avec pour partenaire Damien Bonnard et Béatrice Dalle.
En 2024 elle est membre du jury du Festival international du film de Rome, présidé par Pablo Trapero.

## Vie privée
Laetitia Casta a une fille, Sahteene, née en 2001, dont le père est Stéphane Sednaoui.
Elle a ensuite partagé la vie de l'acteur italien Stefano Accorsi pendant dix ans. Le couple a un fils, Orlando, né le 21 septembre 2006, et une fille, Athéna, née le 30 août 2009.
Depuis 2015, elle est la compagne de l'acteur Louis Garrel. Le couple se marie à Lumio en Corse le 10 juin 2017. Ils ont un fils, Azel, né le 17 mars 2021.

## Engagements et prises de position

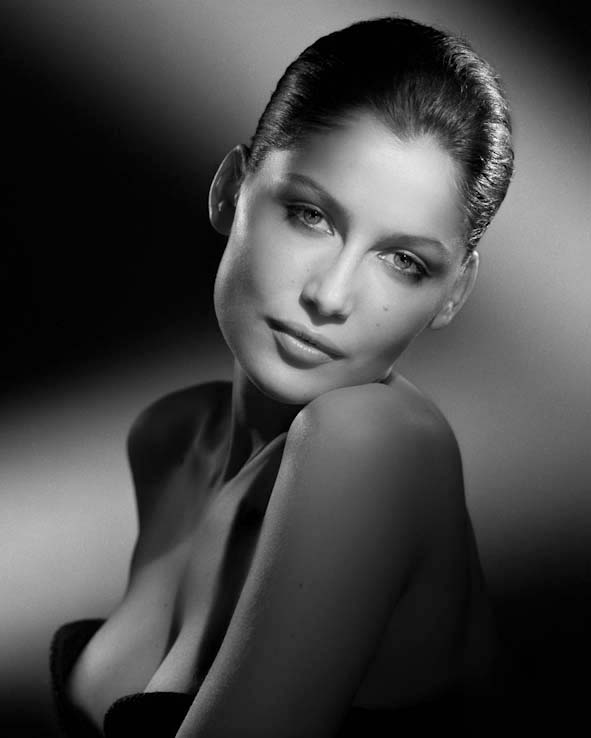
Laetitia Casta par le studio Harcourt en 2005.

Laetitia Casta est engagée dans plusieurs campagnes d'associations caritatives ou d'ONG, ou y a participé.
En 1999, elle interprète trois chansons au Zénith de Paris à la Dernière édition avant l'an 2000 des Enfoirés pour les Restos du cœur.
En 2002, elle soutient financièrement la reconstruction de l'église de l'Annunziata, un projet lancé par l'association Occi Paese Rinascitu (Renaissance du village d'Occi).
En 2016, elle est nommée ambassadrice de l'UNICEF France, le fonds des Nations unies pour l'enfance, et s’engage pour les enfants qui vivent dans les zones de conflit,.
En 2018, à la suite de la démission de Nicolas Hulot, elle signe avec Juliette Binoche la tribune contre le réchauffement climatique intitulée « Le plus grand défi de l'histoire de l'humanité », qui parait en Une du journal Le Monde, avec pour titre L'appel de 200 personnalités pour sauver la planète.

## Filmographie

### Cinéma

#### Longs métrages
- 1999 : Astérix et Obélix contre César de Claude Zidi : Falbala.
- 2000 : Gitano (es) de Manuel Palacios : Lucía Junco.
- 2001 : Les Âmes fortes de Raoul Ruiz : Thérèse.
- 2002 : Rue des plaisirs de Patrice Leconte : Marion.
- 2003 : Errance de Damien Odoul : Lou.
- 2006 : Le Grand Appartement de Pascal Thomas : Francesca Cigalone.
- 2008 : La Jeune Fille et les Loups de Gilles Legrand : Angèle Amblard.
- 2008 : Nés en 68 d'Olivier Ducastel et Jacques Martineau : Catherine.
- 2009 : Visage de Tsai Ming-liang : la Star et Salomé (en compétition officielle à Cannes).
- 2010 : Gainsbourg (vie héroïque) de Joann Sfar : Brigitte Bardot.
- 2011 : Derrière les murs de Julien Lacombe et Pascal Sid : Suzanne.
- 2011 : La Nouvelle Guerre des boutons de Christophe Barratier : Simone.
- 2011 : The Island de Kamen Kalev : Sophie.
- 2012 : Arbitrage de Nicholas Jarecki (en) : Julie Cote.
- 2012 : Do Not Disturb d'Yvan Attal : Anna.
- 2013 : Une histoire d'amour de Hélène Fillières : la jeune femme.
- 2014 : Des lendemains qui chantent de Nicolas Castro : Noémie Archambault.
- 2014 : Sous les jupes des filles d'Audrey Dana : Agathe.
- 2014 : Una donna per amica de Giovanni Veronesi : Claudia.
- 2015 : Des Apaches de Nassim Amaouche : Jeanne.
- 2018 : L'Homme fidèle de Louis Garrel : Marianne.
- 2018 : L'Incroyable Histoire du facteur Cheval de Nils Tavernier : Philomène.
- 2019 : Le Milieu de l'horizon de Delphine Lehericey : Nicole.
- 2021 : Lui de Guillaume Canet : la maîtresse.
- 2021 : La Croisade de Louis Garrel : Marianne.
- 2022 : Selon la police de Frédéric Videau : Delphine.
- 2022 : Coma de Bertrand Bonello : Sharon.
- 2023 : Le Consentement de Vanessa Filho : la mère de Vanessa Springora.
- 2023 : Le bonheur est pour demain de Brigitte Sy : Sophie.
- 2024 : Una storia nera de Leonardo D'Agostini : Carla.

#### Courts métrages
- 2006 : La Déraison du Louvre d'Ange Leccia : la visiteuse dans le Louvre la nuit.
- 2006 : Nymphea d'Ange Leccia : la naïade des eaux du voile de la mariée.
- 2016 : En moi de Laetitia Casta, sélectionné à la Semaine de la critique à Cannes.

### Télévision

#### Séries télévisées
- 2000 : La Bicyclette bleue de Thierry Binisti (France 2) : Léa Delmas.
- 2019 : Une île de Julien Trousselier (Arte) : Théa.
- 2020 : La Flamme (Canal+) : Lila.

#### Téléfilms
- 2004 : La Sanfelice de Paolo Taviani et Vittorio Taviani, France 2, RAI Uno : Luisa Sanfelice.
- 2015 : Arletty, une passion coupable d'Arnaud Sélignac, France 2 : Léonie Bathiat.

### Doublage
- 2007 : Le Petit Monde de Charlotte de Gary Winick : Charlotte A. Cavatica.
- 2011 : Rio de Carlos Saldanha : Perla.
- 2014 : Rio 2 de Carlos Saldanha : Perla.

### Documentaires
- 1999 : Une île de beauté[95] de Michel Hassan, elle-même interviewée par Paul Amar.
- 2002 : Yves Saint Laurent, 5 avenue Marceau 75 116 Paris[96] de David Téboul, elle-même lors du défilé Haute Couture Été 2001.
- 2018 : Magic adulte[81] de Laetitia Casta, les écoliers de la rue des Poissonniers, Paris XVIIIe, en cours de post production.

### Clips
- 1998 : Terre d'Oru de Stefano Salvati (it) : la jeune fille dans les tournesols de Toscane pour le duo Fields of Gold en corse et anglais d'I Muvrini et de Sting.
- 1999 : Baby Did a Bad Bad Thing de Herb Ritts : la jeune femme qui séduit Chris Isaak dans une chambre d'un motel.
- 2010 : Te Amo de Anthony Mandler : l’amante de Rihanna au château de Vigny.
- 2020 : Daisy[97] de Christophe & Laetitia Casta : la danseuse.

## Théâtre
- 2004 : Ondine de Jean Giraudoux, mise en scène de Jacques Weber, Théâtre Antoine : Ondine.
- 2008 : Elle t'attend de Florian Zeller, mise en scène de l'auteur, Théâtre de la Madeleine : Anna.
- 2017 - 2018 : Scènes de la vie conjugale de Ingmar Bergman, mise en scène de Safy Nebbou, Théâtre de l'Oeuvre : Marianne.
- 2021 : Clara Haskil - Prélude et fugue, avec la pianiste Işıl Bengi, texte de Serge Kribus, mise en scène de Safy Nebbou, théâtre du Rond-Point.
- 2023 : Une journée particulière d'Ettore Scola, mise en scène de Lilo Baur, théâtre de l'Atelier.

## Distinctions

### Récompenses
- Festival du film de Cabourg 2008 : Swann d'or de la meilleure actrice au pour Nés en 68[98].
- Festival international du film de Locarno 2021 : le prix Excellence Award Davide Campari pour l'ensemble de sa carrière.

### Nominations
- César 2011 : Meilleure actrice dans un second rôle pour Gainsbourg (vie héroïque)[99].
- Molières 2022 : Molière de la révélation féminine pour Clara Haskil, prélude et fugue[100].
- Molières 2024 : Molière de la comédienne dans un spectacle de théâtre public pour Une journée particulière.

### Décorations
- Chevalière de la Légion d'honneur (2021).
- Chevalière de l'ordre des Arts et des Lettres. Elle est nommée chevalière des Arts et des Lettres en juillet 2011 et reçoit sa décoration le 1er février 2012 des mains de Frédéric Mitterrand, ministre de la Culture[101].